# Lancia Appia
Lancia Appia je osobní automobil nižší střední třídy, který v letech 1953 až 1963 vyráběla italská automobilka Lancia. Jejím předchůdcem byla Lancia Ardea a jejím nástupcem byla Lancia Fulvia.